# Афанасий Муромский
Афанасий Муромский — игумен и преподобный, олонецкий святой.

## Биография
О жизни преподобного Афанасия Муромского практически ничего неизвестно. Время канонизации святого также неизвестно. В XVIII веке уже существовали тропарь и кондак святому Афанасию. Канонизация Афанасия Муромского подтверждена включением его имени в Соборы Карельских и Новгородских святых. Он жил в период с XV по XVI век. Был игуменом обители преподобного Лазаря Муромского на Муромском острове Онежского острова и почитался наравне с её основателем. Сохранились две иконы с образом святого Афанасия, происходящие из Муромского Успенского монастыря. Над мощами святого была установлена часовня, но после революции часовня была снесена.

## Дни памяти
21 марта (8 марта по ст. ст.), в Соборе Карельских и 14 июля в Соборе Новгородских святых.